# Hradčovice
Hradčovice (původní název Radischowitz) jsou obec na Uherskobrodsku, v okrese Uherské Hradiště ve Zlínském kraji. Leží v Poolšaví, v údolí na mírném svahu, po pravé straně břehu řeky Olšavy v nadmořské výšce 198 metrů, přibližně šest kilometrů západně od nejbližšího města Uherského Brodu. Žije zde 980 obyvatel na katastrální ploše 927 ha. Obec má dvě části – vlastní Hradčovice a Lhotku. Na svém katastrálním území má obec přírodní rezervaci, evropsky významnou lokalitu a naučnou stezku.

## Název
Název vesnice byl přenesen původní pojmenování jejích obyvatel (tvar zakončený na -ici) odvozené od osobního jména, které mohlo znít Rač, Radša (to byly domácké podoby některého jména obsahujícího -rad-, například Bolerad, Radomysl) nebo Ratša (domácká podoba některého jména obsahujícího -rat-, například Ratibor, Načěrat). Výchozí podoba Račovici/Radšovici/Ratšovici znamenala "Račovi/Radšovi/Ratšovi lidé". Na začátek místního jména pronikla souhláska H (první doklady už ze 14. století), což bylo u jmen začínajících na R- běžné, načež bylo jméno přikloněno k obecnému hrad.

## Historie
Obec leží na jedné z křižovatek starých obchodních a vojenských cest, směřujících do Čech, Slezska a Uher. V místní trati loviště, v poloze severozápadně od středu obce se nacházelo velkomoravské hradiště Bolegradica. Krajem obce procházely vojenské pluky a hordy dobyvatelů rozličného etnika a rozmanitých kultur, které zde stejně jako pravěcí obyvatelé, zanechaly stopy svého pobytu.

### Archeologické nálezy a výzkumy
Provedené archeologické výzkumy dokumentují, že k osídlování v katastru obce došlo v mladší době kamenné. Potvrzují to nálezy zjištěné při výkopech základů pro novostavby a úpravu pozemků. Při průzkumech na parcelách č. 723, 740 a 743 byla odkryta část pravěkého sídliště se zbytky ohniště, střepy ručně vyrobených nádob kultury lužické a unětické, a také bronzové lité tyčinky v délce 10–15 centimetrů. K významnějším nálezům dále patří v místní trati Újezdy nalezené další pravěké sídliště se střepy nádob, pazourků, nožíků, šipek a škrabadel.
Při stavbě domů č.p. 174 a 176 byla nalezena bronzová spona. V trati Pod Oborou bylo nalezeno sídliště agrárního typu z doby římské a kostrový hrob, datováno do 5. až 4. století. V lese Neráz jsou pozůstatky slovanských mohyl a při úpravě terénu usedlosti č. 95, byly objeveny pozůstatky křesťanských hrobů, jejichž původ byl stanoven do 11. století. V padesátých letech minulého století byla odkryta při stavbě domu obilní jáma kotlíkového tvaru pravděpodobně z konce 18. století. Většina archeologických nálezů je uložena v Muzeu Jana Amose Komenského v Uherském Brodě.

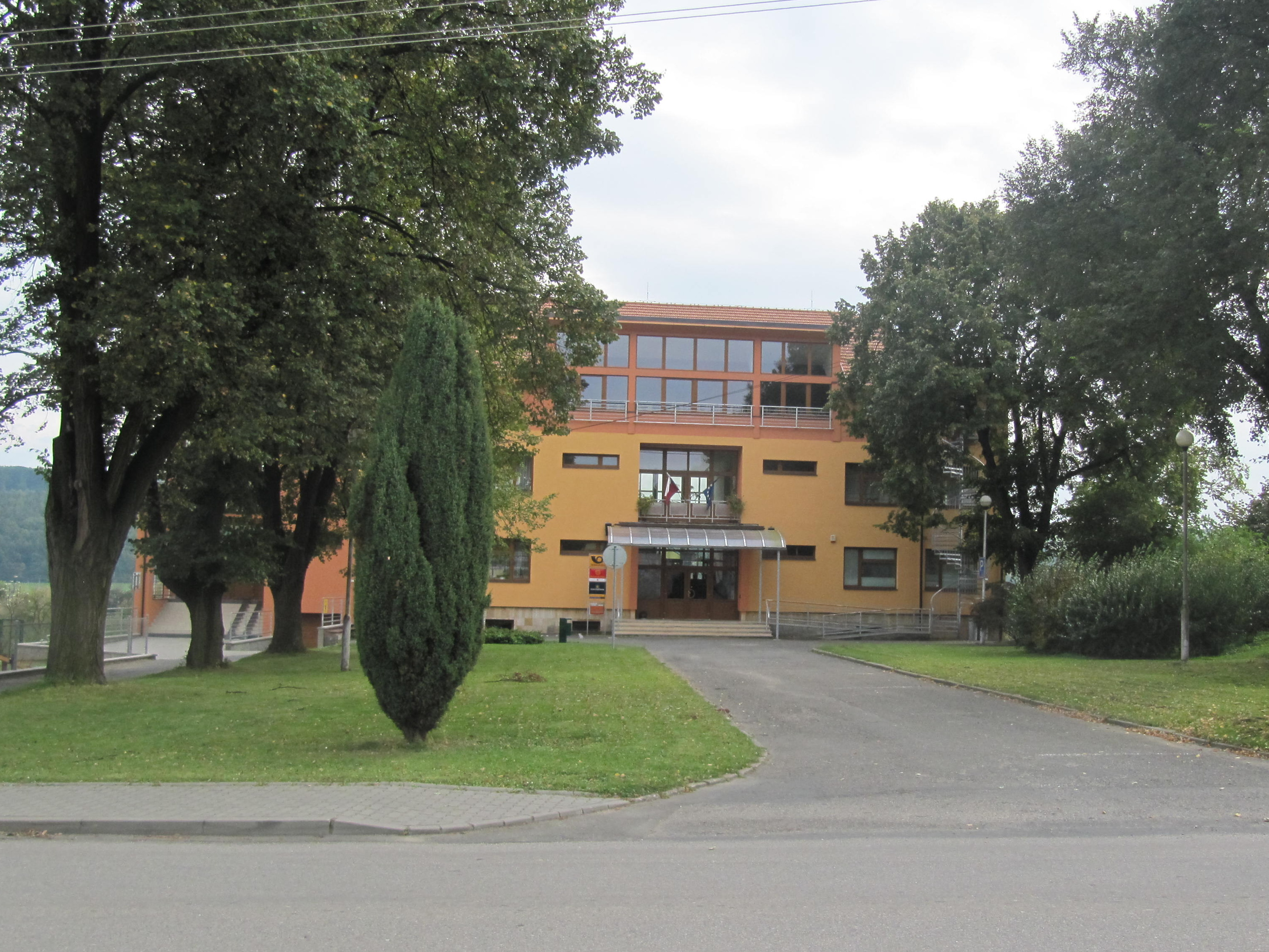
Pošta

### Území obce od zániku Velké Moravy do třicetileté války
Historie obce je blízkou polohou po staletí provázána s Uherským Brodem, který byl v roce 1272 povýšen na královské město. O založení obce Hradčovice a její nejstarší historii se žádné písemné prameny nedochovaly. Na počátku 12. století uvádí kronikář Kosmas řeku Olšavu jako zemskou hranici proti Uhrům. Po bitvě na Luckém poli se zemská hranice posunuje k Bílým a Malým Karpatům. V Moravském zemském muzeu v Brně je uložena první písemná zmínka o vesnici, listina z roku 1247. Kníže Oldřich III. Korutanský, vládce břeclavského údělu, pod jehož vládu spadalo území obce, daroval velehradskému klášteru mimo jiné také dva lány v Hradčovicích, v listu uváděné jako Radischowitz. Na počátku 13. století vede král Václav II. válku o uherský trůn a krajem prochází v roce 1304 vojska Kumánů. V roce 1360 je doložena existence mlýna, jehož půlku držel Jan ze Šarova, spolu s 11 lány a druhou půlku mlýna Oneš ze Šarova, spolu s deseti lány. Oneš ze Šarova předává v roce 1406 dvůr, patronát kostela, mlýniště a tvrziště své sestře Anně a jejímu manželu Kašparovi ze Šumvaldu. Tvrz, sídlo pánů z Hradčovic a ze Šarova, se nacházela v části obce Súhrady na polní trati Hájky a byla patrně pobořena v době bojů mezi markraběty Joštem a Prokopem. V roce 1374 je poprvé vzpomínána v listinách také Lhota prope Raczouicz, dnešní část obce. Husitské války počátkem 15. století zasáhly vesnice podél obchodních cest a způsobily úbytek obyvatelstva a hospodářského úpadek. Husitští kazatelé začínají obsazovat zejména venkovské fary. Olomoucký biskup ve stížnosti z roku 1418 vzpomíná jako obsazenou husity i faru v Hradčovicích. Nepokoje ukončil až roku 1435 moravský markrabě Albrecht. V roce 1454 dochází různými převody ke scelení majetků a celá obec patří pod vládu Jana Kapříka z Honbic. Velmi zhoubné pro obec byly následující česko-uherské války v 70. letech 15. století. Vojska se několikrát přesunovala mezi Uherským Brodem a Uherským Hradištěm. Došlo k zániku některých obcí (Drslavičky) a nedostatek pracovních sil měl za následek zvýšení poddanských povinností. V této době měl obec v držení Petr Přibík ze Zahrádky, sídlící toho času na Buchlově. V dalších letech se přes pány z Vlčnova dostává vlastnictví obce na pány z Kunovic a posléze majitele uherskobrodského panství rod Kouniců. V průběhu 16. století se krajem několikrát prohnala morová nákaza a v roce 1561 postihl obec z větší části velký požár. V roce 1605 prochází krajem hordy Bočkajovců, povstalců z Uher a v zimě roku 1621 se usídlilo vojsko Gábora Bethlena v síle 70 000 mužů v Uherském Brodě a okolí. Po jejich odchodu na jaře následujícího roku zůstaly vypálené vesnice a dvory. V roce 1615 bylo v obci 39 usedlých. V dobách třicetileté války krajem procházela střídavě vojska generála Buquoye, knížete Lichtenštejna a v roce 1627 dánské vojsko generála Mansfelda, pronásledováno vojsky Albrechta z Valdštejna. Válečné kontribuce celý kraj hodně vyčerpaly. Útrapy třicetileté války dokončila švédská vojska generála Andersona, která vyplenila kraj v roce 1642. Následkem třicetileté války byl proces koncentrace pozemkového majetku panství, což mělo za následek zvýšení poddanských povinností. Jen od počátku 17. století se ztrojnásobila robota. Obce se také dotklo vyhlášení interdiktu, který byl následkem bojů mezi vrchností a konzistoří v Uherském Brodě. V letech 1650–1657 to pro obec znamenalo zákaz konání bohoslužeb, posluhování svátostmi, nesměly se konat církevní obřady jako křty, oddavky a pohřby. Další pohroma přišla v podobě velkého požáru, který postihl obec v roce 1663, při vpádu Kuruců a Turků. V obci bylo vypáleno 17 domů, část obyvatelstva ubita a část odvlečena do zajetí.

### Období uherských nepokojů až do první světové války

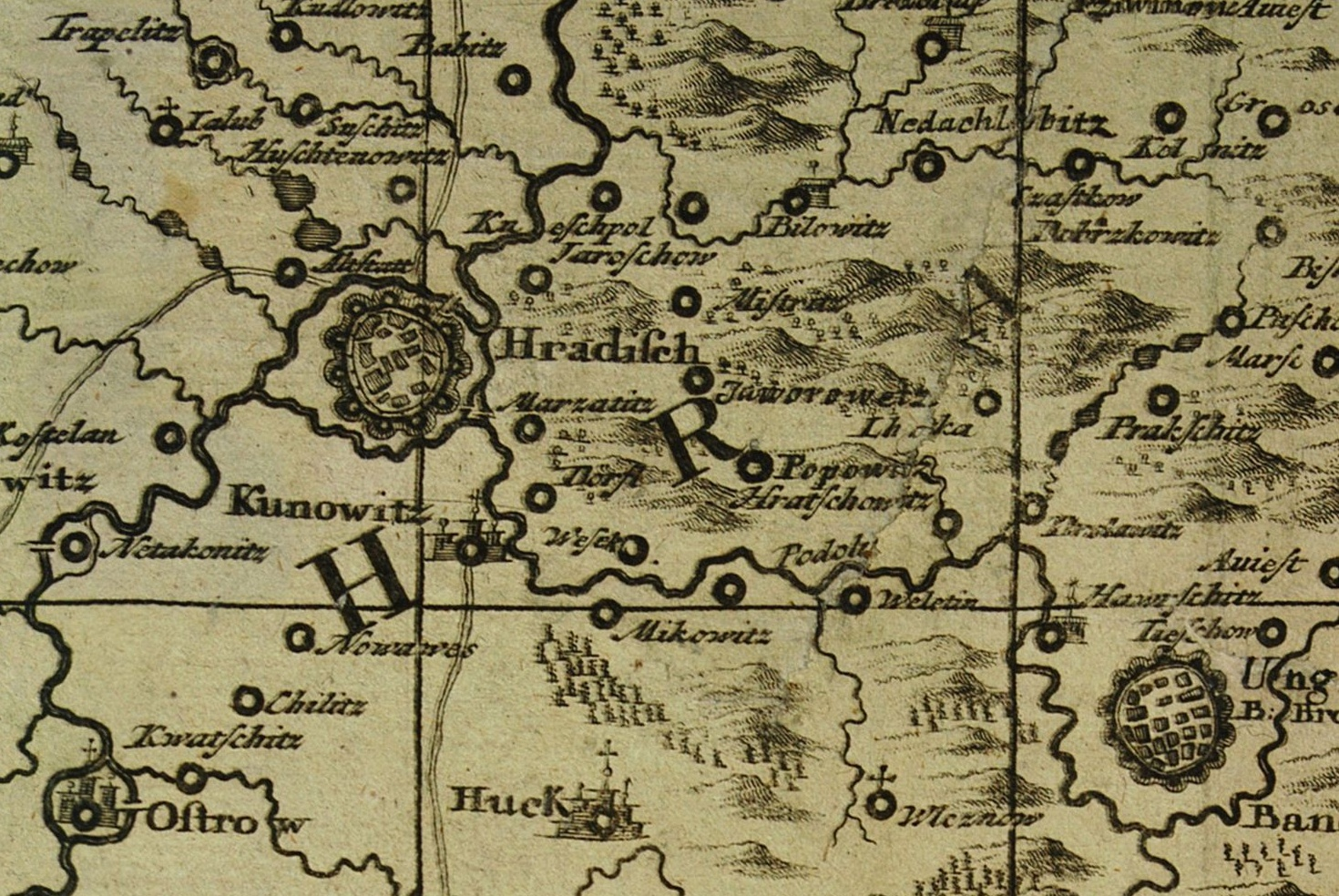
Výřez z Müllerovy mapy Moravy z roku 1790 - oblast mezi Starým Městem a Uherským Brodem.

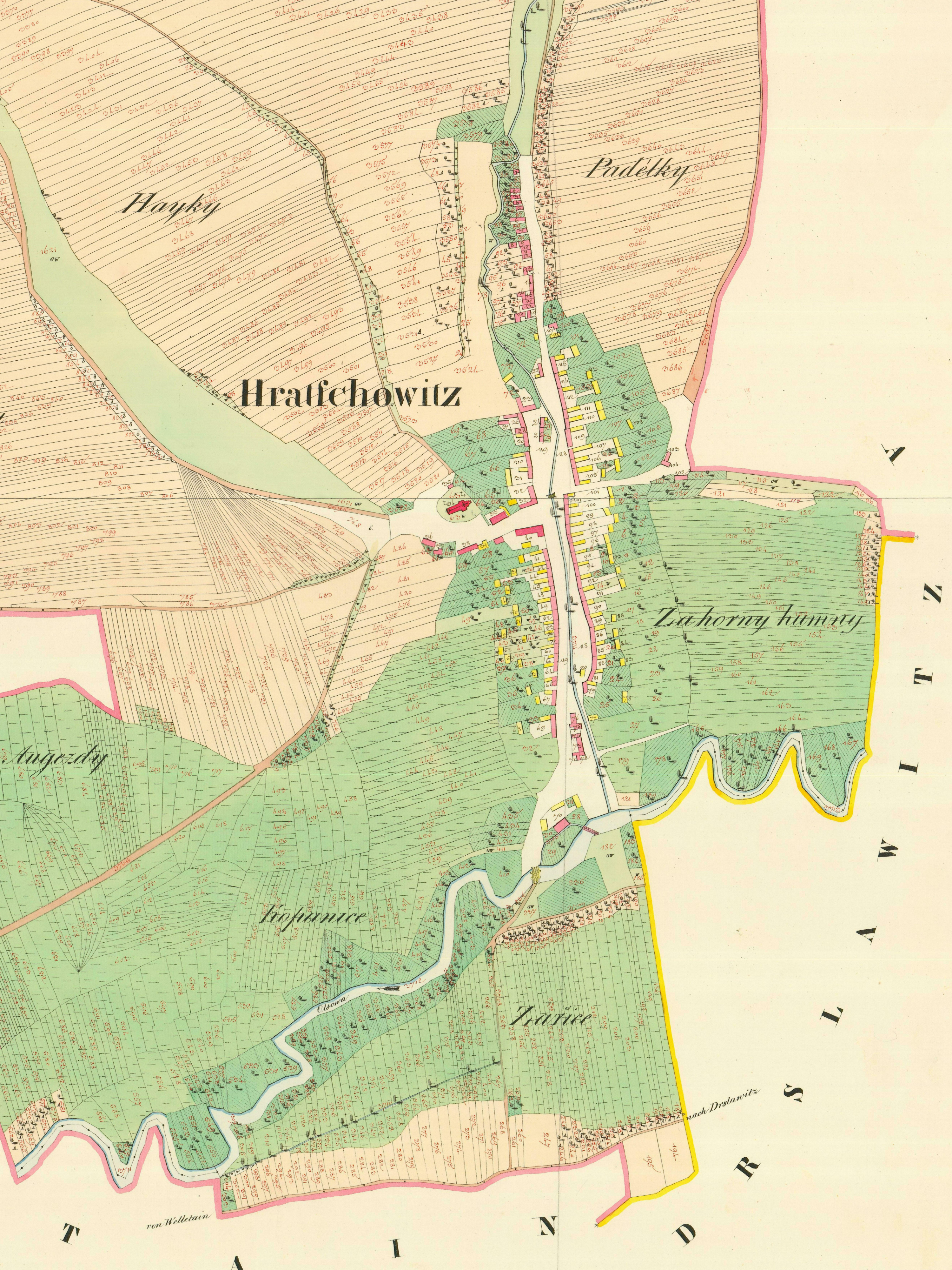
Hradčovice na císařských otiscích map Stabilního katastru z roku 1827.

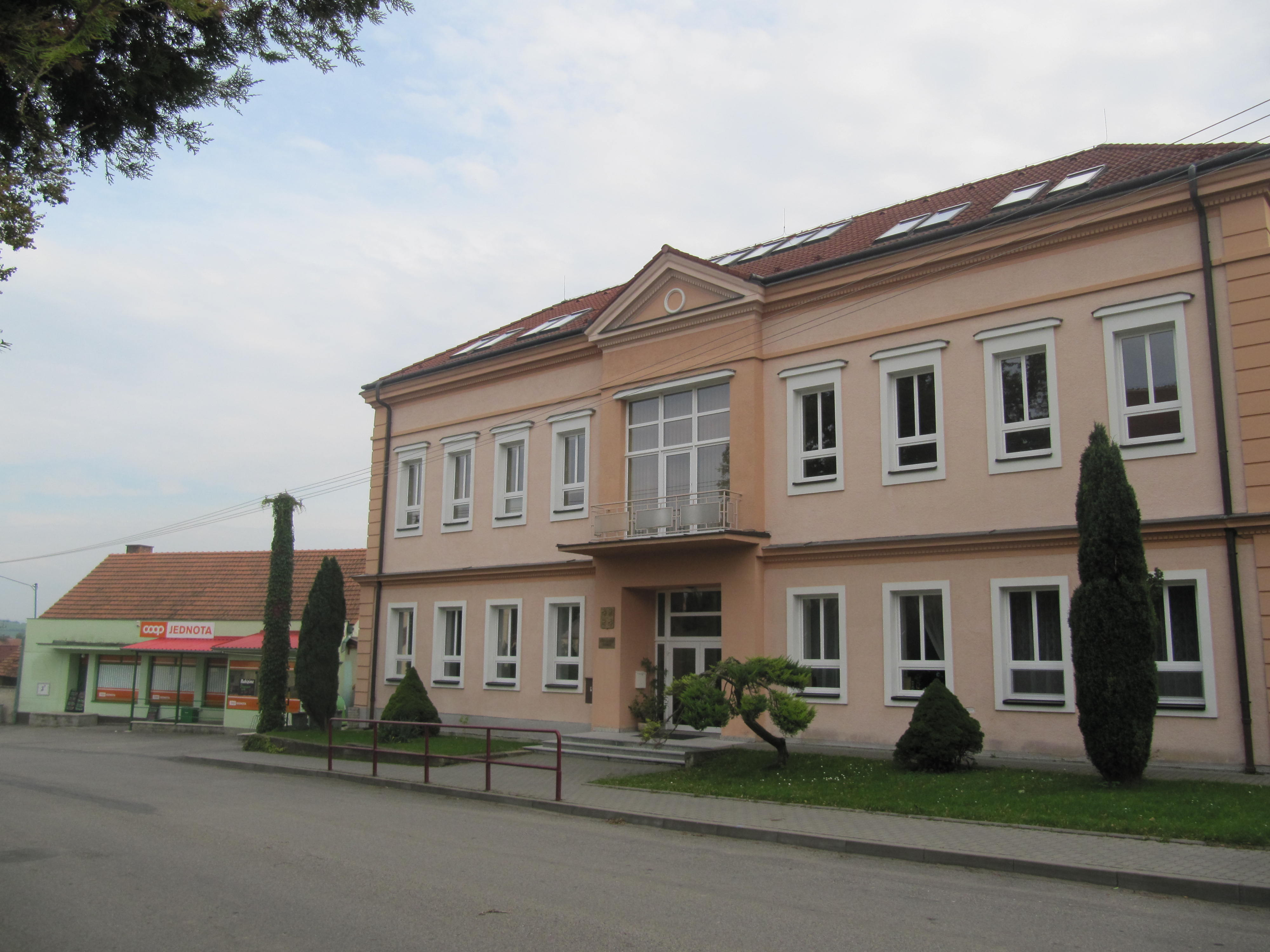
Škola

Koncem 17. století přetrvává dál turecké nebezpečí, které zakončují v letech 1704–1708 vpády vojsk Ference Rákocziho. Po jeho porážce u Trenčína v létě roku 1708 nastává v celém okolním kraji několik desetiletí míru. V této době se obyvatelstvo vzpamatovává z válečných útrap a dochází k rozvoji zemědělství a zejména vinohradnictví. V roce 1669 bylo v obci 34 osídlených domů. Mírovou dobu ukončilo pruské vojsko, které vtrhlo do obce v prosinci roku 1741. Při pronásledování rakouských vojsk obsadilo okolní kraj a setrvává až do jarních měsíců následujícího roku. Hradčovicím vznikla škoda vyčíslená na 443 zl. Následoval přechod císařských vojsk z Uher a válečné kontribuce v podobě povozů, na odvoz proviantu. Tato událost měla za následek nedostatek tažných zvířat pro zemědělské práce v dalších letech. V obci byla v této době také zaznamenána dvě zemětřesení v letech 1744 a 1749. Vlivem otřesů půdy se v noci na 20. září 1744 rozezněl větší zvon na věži kostela. V srpnu roku 1748 a následně v roce 1762, byly zaznamenány škody způsobené hejny lučních kobylek. Sedmiletá válka se dotkla obce v roce 1756, kdy znovu vtrhla do kraje pruská vojska. Ta se v rabování krajiny střídala s vojsky císařskými. Pruští zajatci zavlekli do kraje nákazu cholery. Po skončení války došlo k omezení největší týdenní roboty na 3 dny. Venkovské obyvatelstvo se dělilo na usedlé a chalupníky. V roce 1771 bylo nařízeno číslování domů, které bylo zavedeno až v roce 1789, po založení Josefinského katastru v obci. Roku 1791 je v úřední správě první zmínka o triviální škole v obci, která byla pravděpodobně založena na základě nového školního řádu, vydaného roku 1774. V letech 1797–1798 byly v rámci válečných příprav proti Napoleonovi prováděny vojenské odvody. Z celého panství byly naplněny tři pluky. Panští myslivci z obce byli odvedeni do mysliveckého polního regimentu. Po prosincové porážce rakouských a pruských vojsk u Slavkova procházely vojska bez větších škod, ale následkem finančních a naturálních rekvizicí nastala bída a hlad. Nejhorší poměry z Uherskobrodska byly v Bánově, Bystřici pod Lopeníkem a Hradčovicích. Sedláci proto žádali pomoc u vrchnosti, která jim vyhověla zmírněním roboty a zapůjčením obilí z panských sýpek. Následné roky míru byly poznamenány nestálostí počasí a přírodních katastrof. V roce 1823 průtrž nad Chrástkou zatopila obce Drslavice a Hradčovice. V době, kdy v českých zemích začínají vznikat první průmyslová centra, zůstává Uherskobrodsko agrární oblastí s vysokým procentem drobných zemědělců a bezzemků. V roce 1837 byla zbudována první silnice z Uherského Hradiště do Uherského Brodu. Sčítáním v roce 1843 bylo zjištěno 87 domů a 408 obyvatel. Po roce 1848 byla zrušena robota a v roce 1850 bylo zřízeno samostatné okresní hejtmanství a soud v Uherském Brodě, pod který spadala i obec Hradčovice. V letech 1883–1887 byla po etapách vystavěna vlárská železniční dráha, která spojila kraj s Brnem a Uhrami. Stavba železnice a vybudování silnice umožňovalo zaměstnání v okresním městě a jeho okolí. Rozvoj řemesel v okresním městě umožnil vyučení řemeslníků a živnostníků působících v obci. V roce 1880 bylo v obci 142 domů a 607 obyvatel. Stavba nové školní budovy v Hradčovicích je dokončena roku 1887 a v roce 1895 je zbudována první silnice spojující vesnice Hradčovice a Lhotku. Obě obce společně otevřely roku 1901 v Hradčovicích záložnu Raiffeinsen. Z výnosu sbírky občanů Lhotky, Drslavic a Hradčovic byla zahájena stavba parní mlékárny v Hradčovicích. Dále byla v obci zřízena roku 1912 sběrna poštovních zásilek, později povýšena na poštovní úřad. V této době také již fungovala Cahlova cihelna.

### Světové války v obci a období mezi nimi

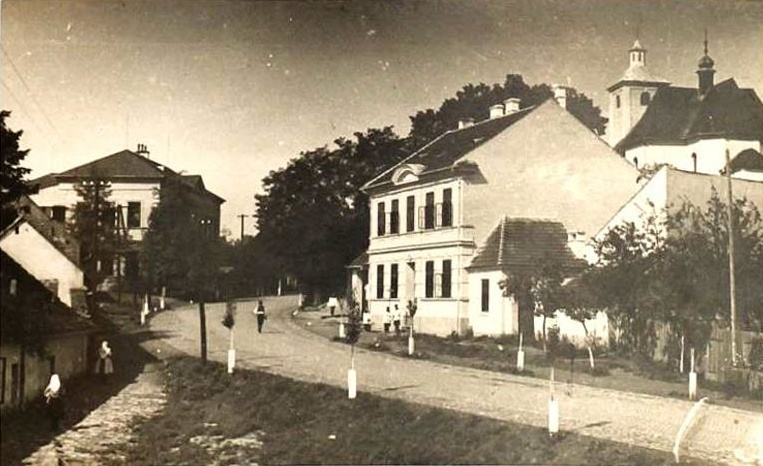
Hradčovice před rokem 1942

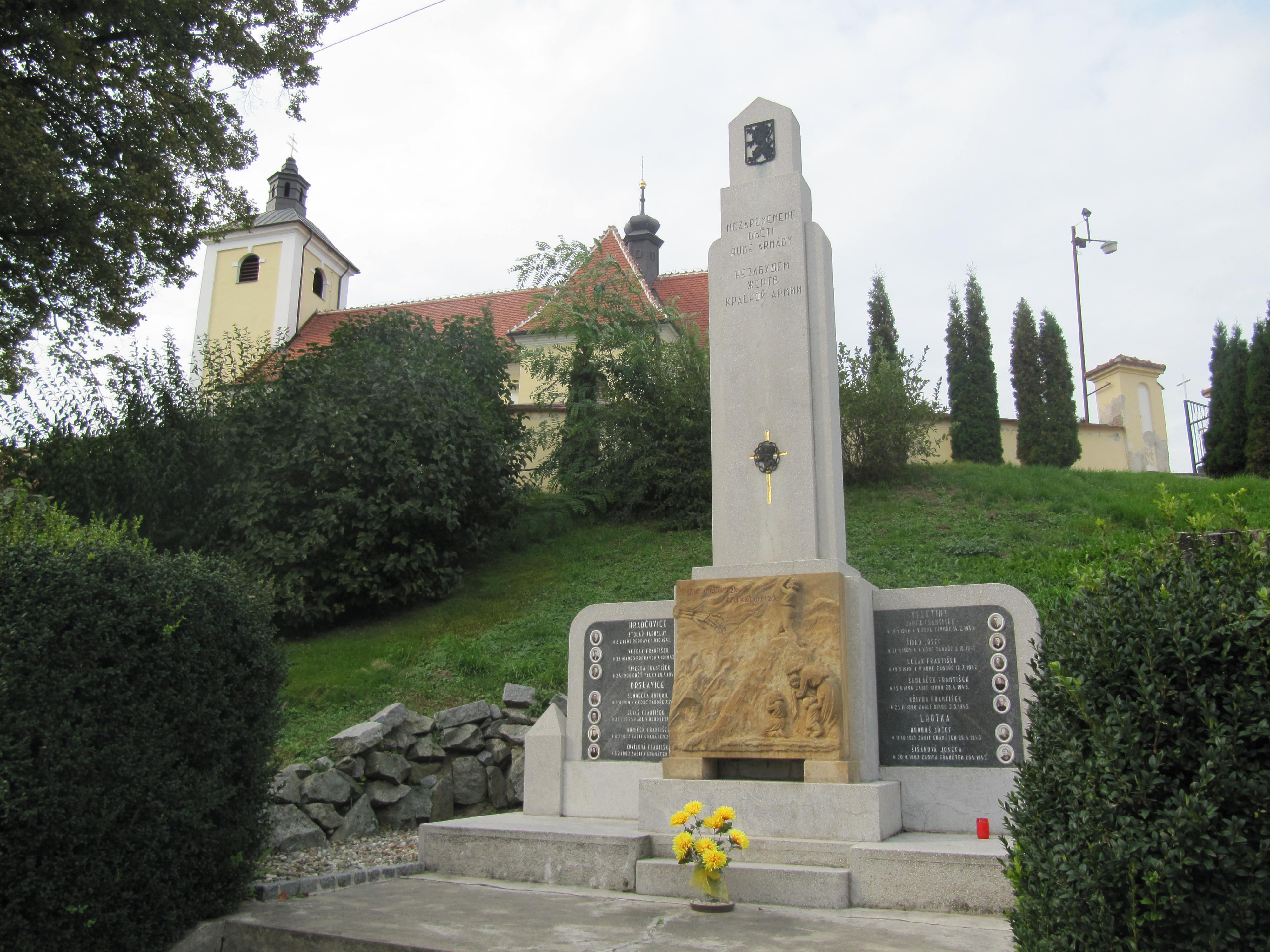
Pomník padlým

Po vypovězení války Rakousko-Uherskem Srbsku byla v obci vyhlášena všeobecná mobilizace a odvod mužů na frontu. Obecní kronika v Hradčovicích neuvádí počet odvedených, pouze z nápisu na pomníku lze zjistit počet padlých 22 vojáků. Po skončení války a vzniku první republiky se podle kronikářů vrací do obce tzv. Zelené gardy, což byli vojáci, kteří se po návratu ze zajetí odmítli vrátit zpět na frontu, váleční invalidé a dezertéři. Dne 15. června 1919 se v obci konají první poválečné volby do obecního zastupitelstva, starostou je zvolen František Buráň za agrárníky. Následkem špatné životní úrovně nemajetných občanů dochází k vystěhovalectví menší části obyvatel do zámoří, nejvíce do Ameriky. Světová hospodářská krize ve třicátých letech 20. století se odrazila na zaměstnanosti v obci především po uzavření části filiálek a továren v Uherském Brodě. Situace se zlepšila zahájením nových provozů zbrojovek v Uh. Brodě a Bojkovicích. Blížící se nebezpečí hitlerovského Německa vyvrcholilo v roce 1938 všeobecnou mobilizací a odjezdem vojáků v záloze k útvarům. Tito se ale v důsledku zrady spojenců a následné demobilizace vrací zpět do obce. V říjnu téhož roku jsou v obci ubytováni příslušníci 110. pluku těžkého dělostřelectva z posádky v Žilině, kteří byli v rámci demobilizace odveleni zpět na Slovensko. Ve večerních hodinách 15. března 1939 je německým vojskem obsazena železnice, poštovní úřad a rozmístěny německé vojenské hlídky. Po vytvoření protektorátu Čechy a Morava následoval zákaz všech spolků a politických organizací, kromě Národního souručenství, které podle kronikáře ale žádnou činnost nevyvíjelo. Na podzim roku 1940 začíná zatýkání podezřelých osob a následné odvážení do koncentračních táborů. V následujícím roce 1941 byl popraven mlynář z místního mlýna a zahájeno totální pracovní nasazení v Říši z řad místních občanů. V březnu roku 1942 je provedena rekvirace zvonů z místního kostela. Od roku 1944 se přiblížení fronty projevovalo častými přelety bombardovacích svazů spojeneckých letadel. V prosinci byli povoláni muži od 19 do 45 let na zákopové práce. V únoru 1945 pokračují opevňovací práce u mostu přes řeku Olšavu v sousedních Drslavicích a Veletinách. Dne 3. dubna prochází obcí ustupující německé vojsko celých 24 hodin a 9. dubna bylo vyhlášeno stanné právo a celý kraj byl prohlášen za frontový operační prostor. 26. dubna byl letecky bombardován Uherský Brod a další den byly záměrně Němci poškozeny výhybky na nádraží a vyhozen do povětří most přes Olšavu ve Veletinách. Německá armáda budovala kulometná hnízda v okolí obce a obsadila věž kostela. V odpoledních hodinách předala v místním mlýně vzkaz hlídka rumunské armády o následném dělostřeleckém útoku na Lhotku a její spěšnou evakuaci. Před třetí hodinou odpoledne byl zahájen útok na palebná postavení německých kulometných hnízd. 8. dubna byla osvobozena obec Hradčovice rumunskými vojsky, část obce Lhotka o den později. Německá vojska nad obcemi byla poražena až 30. dubna.

### Poválečné období až současnost
Ještě před kapitulací Německa byl v obci ustaven revoluční národní výbor. Po odchodu rumunských vojsk přichází sovětská armádní týlová jednotka. Postupně se vrací obyvatelé obce z koncentračních táborů a odchází sovětská vojska. V červnu je zahájen provoz dráhy po novém mostě přes řeku Olšavu. Na výzvu vlády ČSR odchází 181 občanů z obou obcí k osídlení pohraničí. V následujícím roce 1946 je zrušena ministerstvem zemědělství místní mlékárna a konají se volby. V tomto roce je také vybudován místní rozhlas a odhalen pomník obětem druhé světové války pod kostelem. Události Února 1948 se promítly do následného ustanovení místních akčních výborů Národní fronty a následném znárodňování. V roce 1949 byla v Uherském Brodě postavena továrna ČKD (později Slovácké strojírny), která poskytla pracovní příležitosti pro významnou část obyvatel obce. V letech 1949–1953 došlo v obci k násilnému združstevňování. V padesátých létech bylo vystaveno fotbalové hřiště TJ Sokol u vlakového nádraží, byla zřízena pravidelná autobusová linka z Uherského Brodu do Vlčnova přes Hradčovice, což zlepšilo dostupnost okresního města. Po měnové reformě v roce 1953 byla v obci zřízeno jednatelství Státní spořitelny a v roce 1957 bylo založeno místní JZD. V roce 1960, na základě přijetí zákona o nové územní organizaci, byl zrušen okres Uherský Brod a obec připadla pod okres Uherské Hradiště a nově též pod Jihomoravský kraj se sídlem v Brně. Nově byla sloučena obec Lhotka jako místní část Hradčovic. V šedesátých letech byla v obci vystavěna kanalizace. Pokračovaly práce na výstavbě nového hřbitova a opravě školy. V roce 1964 žilo 1156 obyvatel ve sloučených obcích. V sedmdesátých letech byla otevřena nová prodejna SD Jednota, dokončen nový hřbitov a stavba MNV a opraven most přes řeku Olšavu. Byla také sloučena JZD v obou obcích a posledním soukromě hospodařícím zemědělcům byla odebrána půda a předána do JZD. Byla započata oprava silnice asfaltovým nástřikem a oprava školy. V roce 1975 probíhalo za velkého zájmu občanů v obci filmové natáčení ČST Brno seriálu Zdeňka Galušky Slovácko sa nesúdí. Byla sloučena JZD v okolních vesnicích v JZD Poolšaví. Za katastrem obce u veleckých luk došlo 11. listopadu 1977 v ranních hodinách ke srážce vlaků, neštěstí stálo život 5 osob. O 11 let později v odpoledních hodinách došlo kvůli nerespektování výstražných světel na přejezdu k dalšímu neštěstí, při které byla rychlíkem smetena část nádražní budovy, ve které zahynul její zaměstnanec. V následujících letech jsou v obci postupně budovány chodníky a probíhá regulace Hradčovského potoka. Byla také opravena bývalá budova MNV na dětskou poradnu. V roce 1980 dochází ke sloučení Hradčovic a sousední obce Drslavice, spojené obce měly 1572 obyvatel. V osmdesátých létech pokračovala regulace Olšavy, včetně vybudování nové lávky pro pěší, byla otevřena nová mateřská škola a členové Svazu požární ochrany vybudovali sklep, který slouží jako společenský objekt. Pod vedením prof. MUDr. Ladislava Pilky, DrSc., rodáka z Hradčovic, se narodilo v Brně první dítě počaté metodou GIFT.
Po politických změnách roku 1989 se v devadesátých letech vrací v restituci majetek rodině Hanáčkové, Hlaváčkové a Holubové. JZD jedná taktéž o vrácení, nebo pronájmu půdy. V roce 1991 bylo v obci 33 soukromých podnikatelů a v roce 1995 již 80. V obci je dále zbudován nový vodovod, plynofikace a pokrytí telefonních sítí. Od roku 2006 vychází pravidelně místní zpravodaj Hradčovské listy.

## Přírodní poměry
Hradčovice leží v 198 n. m., v údolí na mírném svahu po pravé straně břehu řeky Olšavy. Druhá část obce Lhotka se rozkládá na jižním svahu mírného návrší jednoho z výběžku Karpat, který se svažuje k řece Olšavě v 256 m n. m. Nejstarší část obce se rozkládala okolo Hradčovského potoka, který protéká středem obce.
Geologický podklad je tvořen sedimenty Západních Karpat, tvořící flyšové horniny račanské, bělokarpatské a bystrycké jednotky magurského příkrovu a Vídeňské pánve. Hlucký vývoj obsahuje horniny z období spodní křídy až spodního eocénu, což jsou flyšové vrstvy s převahou vápnitých jílovců. V povodí Olšavy se vyskytují čtvrtohorně usazené fluviální a deluviální písčitohlinité sedimenty holocénu a pleistocénu, spraše a sprašové hlíny, štěrky a písky.

### Naučná stezka Hradčovice – Drslavice
Naučná stezka Hradčovice – Drslavice je zaměřená přírodovědně a seznamuje s botanickými a zoologickými zajímavostmi jižní části přírodního parku Prakšická vrchovina. Má devět zastavení a pro svou nejnižší náročnost je vhodná i pro nejmenší turisty. Její celková délka je pět kilometrů. Trasa naučné stezky začíná na návsi v Hradčovicích a dále pokračuje přes místní část Súhrady, okolo kaple Šimonka, která byla vystavena nedaleko studánky. Po zpevněné polní cestě pokračuje k dalšímu zastavení v polní trati Maršovce a dále přes mokřad, údolím přírodní rezervace Rovná hora. Trasa dále vede přes nejvyšší místo, okolo polního letiště (325 m n. m.) a přes přírodní rezervaci Vrchové a přírodní památku Terasy se svažuje na náves sousední obce Drslavice, kde končí. Z nejvyššího místa trasy je krásný výhled na Bílé Karpaty, Hluckou pahorkatinu a na nivy řeky Olšavy. Z přírodních zajímavostí je na trase možno vidět sad jeřábů a oskeruší a zejména v jarním období krásně kvetoucí hořec křížatý, diviznu rakouskou, růži galskou anebo len tenkolistý. Z různých druhů hmyzu je možno zpozorovat např. roháče obecného, krasce třešňového, nebo hojně zastoupené druhy motýlů, jako je například modrásek hořcový, ohniváček černočerný nebo okáč voňavkový.

### Přírodní rezervace

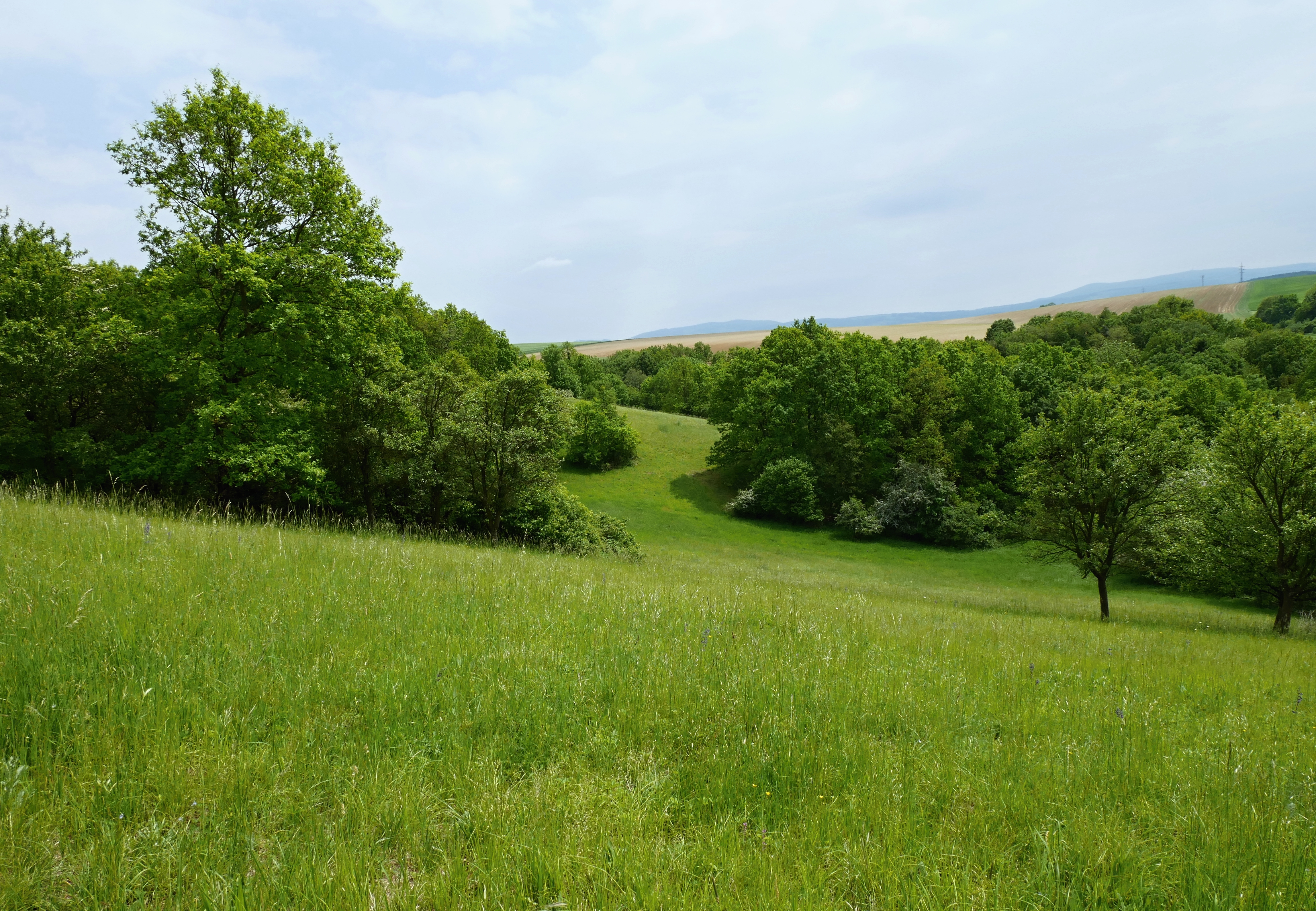
Přírodní rezervace Rovná hora

Přírodní rezervace Rovná hora se rozkládá na bývalých pastvinách a loukách části Prakšické vrchoviny, na katastrálním území obce Lhotka v rozmezí 250 až 340 m n. m., na celkové výměře 12,2667 ha. Od okolních zemědělských pozemků je oddělena ze všech stran vzrostlými keři a ovocnými stromy. Na jejím území se nachází část místní naučné stezky, se dvěma informačními panely. Vyskytuje se zde větší množství stepních druhů rostlin a živočichů. Převažují zde teplomilné travino-bylinné porosty. Z vzácnějších rostlin je zde nejvíce zastoupen sveřep vzpřímený, dále se vyskytují hořec brvitý a křížatý, koniklec velkokvětý, len žlutý, hlaváč žlutavý, rozrazil vstavačový, kosatec různobarevný a jiné rostliny. Na území je hojně zastoupena trnka obecná, svída krvavá, ptačí zob, hlohy a růže. Význam lokality spočívá ve výskytu zejména ohrožených druhů motýlů, jako jsou modrásci hořcoví, jeteloví, hnědoskvrnní, vikvicoví a bělopásní, dále otakárci fenykloví a ovocní a dále například ohniváček černočerný, soumračník černohnědý a okáč voňavkový. K dalším vzácným druhům vyskytujícím se v této lokalitě patří kudlanka nábožná, křižák pruhovaný, chrobák vrubounovitý a majka obecná. Z živočichů jde především o vzácnější druhy žab a obojživelníků, jako jsou kuňka žlutobřichá a skokani hnědí a štíhlí a dále vzácnější druhy ptáků jako je pěnice vlašská, lejsek šedý, chřástal polní nebo také včelojed lesní a moták pochop.

### Evropsky významná lokalita stráně u Popovic
Tato evropsky významná lokalita leží celkově na katastrálním území čtyř obcí Hradčovice, Veletiny, Podolí a Popovice. Rozkládá se na ploše 130 ha, na pravém břehu řeky Olšavy, v kulturní krajině světlých lesů, remízů a křovin.
Reliéf krajiny je z větší části tvořen na jižní stranu orientovanými svahy údolí řeky Olšavy. Hlavním předmětem ochrany jsou kriticky a silně ohrožené druhy fauny, jako je silně ohrožený bourovec trnkový, jehož výskyt je v Česku podmíněn výskytem křovinatých biotopů – sucho a teplomilnými křovinami zarůstajícími stráněmi. Larvy bourovce trnkového si vytváří hnízda pouze na nízkých prosluněných a závětrných stranách keřů trnek, nebo hlohů, které se nachází na většině plochy této lokality.

## Obyvatelstvo
V roce 1880 bylo v obci 607 obyvatel, z toho dva občané německé národnosti židovského vyznání. O dvacet let později v roce 1900 měla obec 684 obyvatel, z toho 678 katolíků, 5 židovského vyznání a 1 evangelík. V roce 1921 je vykazováno 772 obyvatel, z toho 770 české národnosti a 2 jiné, neuvedeno jaké. O tři roky později je vykazováno 100 věřících církve československé, modlitebna bývala v čp. 37. Roku 1930 žilo v obci 748 obyvatel, všichni národnosti české, 702 vyznání římskokatolického, 1 evangelického a 45 církve československé. V roce 1960 došlo ke sloučení obcí Hradčovice a Lhotka, roku 1964 bylo vykazováno celkem 1156 obyvatel, z toho 287 dětí do 15 let, 6 studentů, 51 žen v domácnosti, 150 důchodců, 244 občanů pracujících v zemědělství, 401 pracujících v průmyslu a 17 v kategorii ostatní, blíže nespecifikováno. V dalších letech bylo: rok 1971 – 1135 obyvatel, rok 1991 – 1018 obyvatel, rok 2011 – 1015 obyvatel. K 1. lednu 2016 bylo v obci 1021 obyvatel, z toho 518 mužů a 503 žen, ve věku do 14 let celkem 179 obyvatel, od 15 do 64 let celkem 659 obyvatel a 65 let a více celkem 183 obyvatel. Podle národnosti: česká – 430, moravská – 286, slovenská – 8, romská – 1, neuvedeno – 197. Z náboženského vyznání se přihlásilo z celkového počtu 638 věřících k římskokatolické církvi, jiné vyznání neuvedeno.[zdroj?]
| Rok            | 1869 | 1880 | 1890 | 1900 | 1910  | 1921  | 1930  | 1950  | 1961  | 1970  | 1980  | 1991  | 2001 | 2011 | 2021 |
| -------------- | ---- | ---- | ---- | ---- | ----- | ----- | ----- | ----- | ----- | ----- | ----- | ----- | ---- | ---- | ---- |
| Počet obyvatel | 760  | 847  | 946  | 978  | 1 104 | 1 135 | 1 094 | 1 060 | 1 165 | 1 137 | 1 026 | 1 020 | 969  | 975  | 958  |
| Počet domů     | 169  | 208  | 226  | 230  | 251   | 250   | 262   | 281   | 293   | 299   | 284   | 326   | 328  | 338  | 345  |

## Obecní správa a politika

### Správa obce
Zastupitelstvo obce Hradčovice, které vykonává i funkce rady obce, má jedenáct členů. Jsou v něm zastoupeni čtyři členové kandidující za KDU-ČSL a šest členů Sdružení pro Hradčovice, včetně starosty. Starostou byl zvolen doc. RSDr. Jan Popelka, CSc., který zastává funkci starosty od roku 2006.

### Části obce

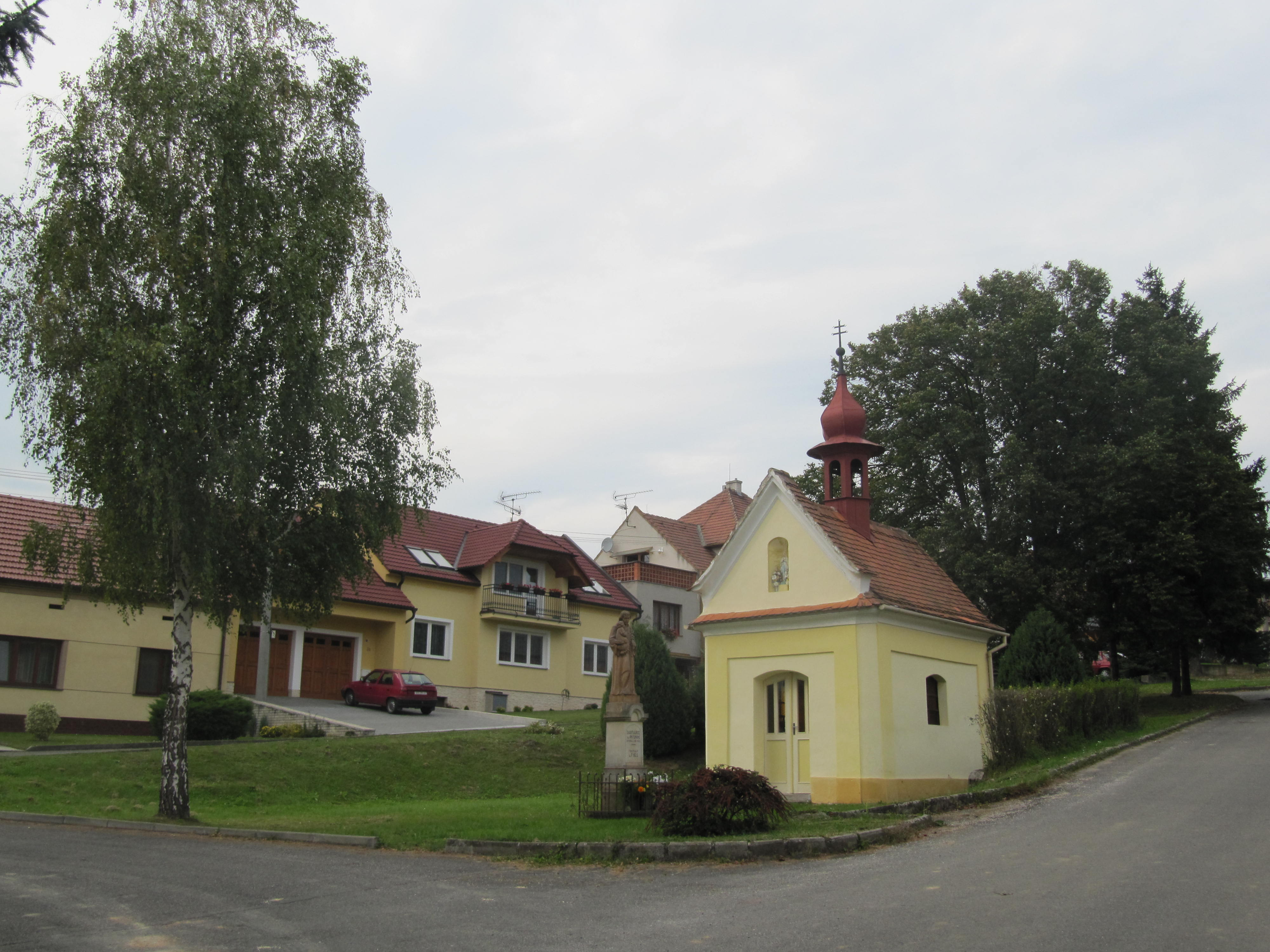
Kaple svaté Barbory na návsi ve Lhotce

- Hradčovice
- Lhotka

### Členství ve sdruženích
Obec Hradčovice je členem mikroregionu Dolní Poolšaví. Mikroregion Dolní Poolšaví je dobrovolný svazek obcí, byl založen v lednu 2005 za účelem ochrany společných zájmů v různých oblastech lidské činnosti a podpory cestovního ruchu na svém území. Sdružuje devět členů, z nichž tři jsou místními částmi města Uherské Hradiště, a je tvořen celkem 7 455 ha plochy, na nichž žije více než 12 000 obyvatel. Mikroregion Dolní Poolšaví se nachází v jihovýchodní části České republiky, ve Zlínském kraji na území obcí s rozšířenou působností Uherské Hradiště a Uherský Brod. Oblast se rozkládá na dolním toku řeky Olšavy na katastrech obcí Kunovice, Popovice, Podolí, Veletiny, Hradčovice, Drslavice a městských částí Uherského Hradiště – Sady, Vésky, Míkovice.

### Symboly obce
V lednu roku 2000 byl schválen zastupitelstvem návrh znaku a praporu heraldika Miroslava Pavlů. Zastupitelstvo obce předložilo v únoru žádost o schválení heraldické komisi parlamentu. Podvýbor pro heraldiku a vexilologii Výboru pro vědu, vzdělání, kulturu, mládež a tělovýchovu Poslanecké sněmovny Parlamentu České republiky doporučil dne 22. listopadu 2000 udělení znaku a vlajky v předložené podobě. Znak a vlajka byly obci uděleny rozhodnutím předsedy Poslanecké sněmovny Parlamentu České republiky dne 28. listopadu 2000. 18. prosince 2000 převzal starosta obce v Poslanecké sněmovně z rukou předsedy sněmovny prof. Ing. Václava Klause dekret o přidělení znaku a vlajky obce.
- Znak: Ve stříbrném štítě modrý dvouhlavý orel s červenou zbrojí a zlatým vinným hroznem na hrudi, držící v obou spárech zlatá liliová žezla.
- Vlajka: Bílý list s modrým dvouhlavým orlem s červenou zbrojí, se žlutým vinným hroznem na hrudi, držící v obou spárech žlutá liliová žezla. Poměr šířky k délce listu je 2:3.

Motiv znaku vychází z historického pečetního znamení obce, který byl doplněn o část pečetního znamení Lhotky vinný hrozen. Pečeť o průměru 38 mm používala obec Hradčovice do roku 1850. V původní pečeti byla nad hlavou orla korunka a nápis PECET OBECNI DEDINI HRADCOVICZ. Podle heraldiků byla pečeť s takovým motivem pro ves neobvyklá.

## Urbanisticko-architektonická skladba

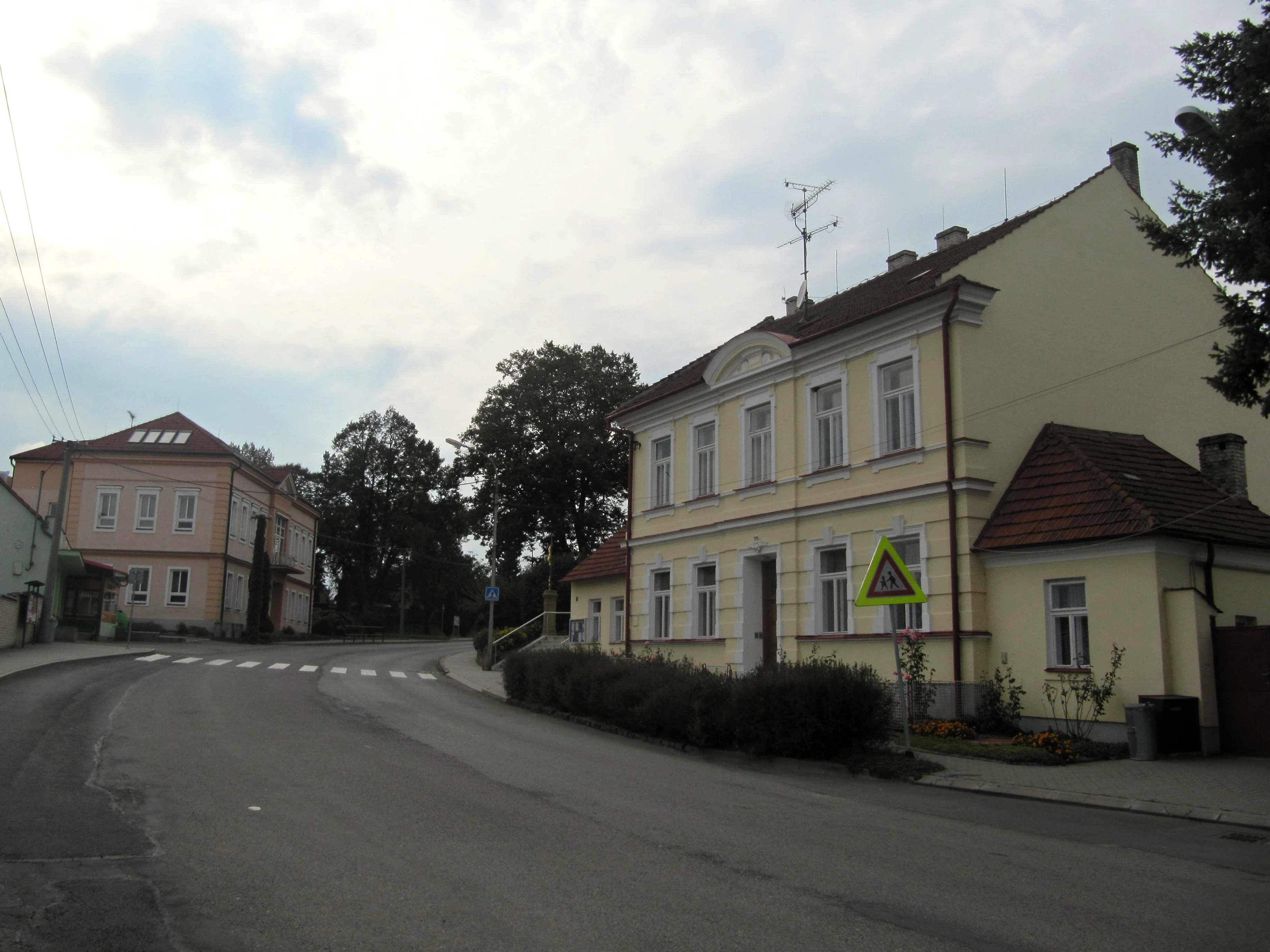
Centrum obce

Nejstarší osídlení obce je po obou stranách Hradčovského potoka, pravobřežního přítoku řeky Olšavy. Hradčovice jsou původně vsí řádkového typu ve svažitém údolí, oboustranně podél místního potoka. Tento tvar si ves udržela až do roku 18273. Pro vesnici byly typické přízemní domy, původně zemědělské statky a menší usedlosti, které se řadí vedle sebe do řady lemující ulici. Většinou jde, zejména v původní zástavbě, o přizpůsobení výstavby domů konfiguraci terénu a komunikační trasy. V průběhu 19. století se začaly lineárně vytvářet další vedlejší souběžné nebo kolmé ulice. Původní usedlosti se nachází poblíž návsi a ve čtvrti Súhrady, kde se donedávna dochovalo několik domkářských obydlí, které jsou řazeny podélně, kolmo ke komunikaci a jsou odděleny menšími hospodářskými objekty. Mezi nejlépe dochované domy patří původně zemědělská usedlost č.p. 85. Až donedávna byla, bohužel kvůli velmi špatnému stavu, téměř bez větších zásahů dochována usedlost č.p. 27, která představovala typickou obytnou jednotku. Usedlost byla obdélná a byla řazena rovnoběžně s komunikací. V přízemní části napravo byl situován průjezd do dvora. V průčelí do ulice, byla umístěna dvě dělená okna, vlevo od nich byl dům zvýšen patrovou komorou, která měla v horní části větrací průduchy. V přízemních prostorách pod komorou se nacházely vchodové dveře a další dvě okna. Dům měl zajímavou fasádu se soklem, kterou členily římsy a šambrány se zdobnými prvky. Dům byl ve velmi špatném stavu, takže musel být v minulých létech[kdy?] stržen. Ve středu obce se nachází hostinec, bývalá krčma, která je vzpomínána už na počátku 15. století. Z hospodářských budov hostince vybudovalo spotřební družstvo Jednota v šedesátých letech minulého století samoobsluhu. Vedle ní se nachází budova školy, která byla vystavena v roce 1834 a až do dnešních dnů prošla mnoha přestavbami. Na protější straně přes komunikaci se nachází jednopatrová budova fary, která je datována před rokem 1896. Na severním návrší za farou je kostel Všech svatých (216 m n. m.), ke kterému vede 56 kamenných schodů. Původně byl kostel obklopen hřbitovem, který byl v sedmdesátých letech, po otevření nového hřbitova za vsí zrušen. Mezi nejstarší usedlosti lze počítat také mlýn, který leží za obcí na řece Olšavě.

## Pamětihodnosti

### Kostel a fara
Datum založení zdejšího kostela není přesně známo, ale už v první písemné zmínce z roku 1406 o tehdejším majiteli vesnice je zmiňován patronát kostela. Podle průzkumů komisaře Památkového úřadu Dr. Karla Svobody z roku 1936 vykazuje kostel čtyři stavební období. Nejstarší období je datováno do 13. století, ze kterého prokazatelně pochází obvodové chrámové zdivo s podezdívkou a třemi původními okny. Do první poloviny 14. století spadá druhé stavební období, kdy bylo zvýšeno zdivo a také výše položena okna. Z tohoto období také pochází střílna, která se nachází v jižní obvodové zdi. Ve třetím stavebním období, které probíhalo v 15. století, dostává kostel tvar nynějšího křížového půdorysu, a to přístavbou obou bočních kaplí a opěrných pilířů. Došlo také k dalšímu zvýšení zdiva. Poslední, čtvrté stavební období je datováno až okolo roku 1670, kdy je kostel barokně upraven a je nově vystavěna věž se zvonicí. Až do roku 1518 je kostel v Hradčovicích vzpomínán jako farní. V době husitských válek je fara s kostelem obsazena husity a v Hradčovicích uváděn kněz Martin, který podával podobojí. Později byla ves přifařena k Vlčnovu, kde byla fara obsazována řeholníky cisterciáckého kláštera na Velehradě. Na počátku 16. století se zdejší obyvatelé připojili k novoutrakvismu, což byl radikální směr kališnické církve, ovlivněné německým luteránstvím. Po třicetileté válce je kostel uváděn jako zpustlý a náležel spolu s kostelem v Uherském Brodě pod kroměřížskou kapitulu. Po zrušení vyhlášeného interdiktu v roce 1657 císařem Leopoldem se kostel stává filiálním k farnímu kostelu sv. Jakuba ve Vlčnově. V roce 1756 je zřízena kaplanská lokalie v Hradčovicích a obnovena fara. Novým zdejším kaplanem je jmenován původně vlčnovský kaplan Jan Vrba z Mladotic, který započal dlouhou řadu kaplanů a kněží, kteří duchovně spravovali zdejší kostel a farnost. V roce 1757 je kostel zvětšen nákladem 1122 zl a 32 kr, uvnitř kostela jsou tři oltáře, po stranách dvě kaple Kristovy rodiny a svaté Anny s obrazy od dobrodinců. Za hlavním oltářem se nachází sakristie a na klenbě a dvou zděných pilířích je nesen kůr s varhanami. Na věži nad hlavním vchodem jsou zavěšeny tři zvony. V roce 1936 byla provedena rozsáhlá oprava omítek, při které byla zmapována jednotlivá stavební období. Ve válečném roce 1941 je pořízen nový krov a stará šindelová střecha je vyměněna za bobrovku. O rok později je provedena rekvizice kostelních zvonů. Nové zvony získává kostel po zápůjčce provizorních až v roce 1956. Největší z nich, sv. Marek, váží 380 kg, Panna Maria s nápisem Maria, královno nebe a pomocnice křesťanů, oroduj za nás váží 240 kg a sv. Antonín s nápisem Svatý Antoníne, patrone ztracených, oroduj za nás váží 102 kg. Na věži je ještě čtvrtý, nejmenší zvon z roku 1907 s latinským nápisem. Od padesátých do devadesátých let 20. století postupně probíhaly opravy a modernizace kostela s farou a jejich okolí.

### Krčma, hostinec
Poprvé je krčma v Hradčovicích vzpomínána v listině z roku 1416, kdy přešla do vlastnictví Beneše z Onšova. Významné postavení krčmy v hospodářském životě obce je dáno polohou na křižovatce obchodních a vojenských cest. Z tohoto důvodu byly změny majitelů zaznamenávány v zemských a půhonních knihách. Až do roku 1798 patřila krčma vrchnosti. Od tohoto roku přechází kupními smlouvami na soukromé majitele. V roce 1844 koupil hostinec Kašpar Holub, jehož syn Antonín rozšířil rodinný majetek také o obchod, řeznictví a palírnu slivovice. Jeho syn rozšířil výrobu pálenice o borovičku a brandy, které firma dodávala vlastním rozvozem nejen do okolní obchodní sítě, ale i na severní Moravu a prostřednictvím pražské firmy také do zahraničí, především do Velké Británie. Po odmítnutí spolupráce s Němci v období druhé světové války byla pálenice uzavřena a až po jejím skončení byl její provoz na krátkou dobu obnoven. Po roce 1948 byla pálenice opět, tentokrát nadobro uzavřena a majetek rodiny zkonfiskován. Chátrající budovy hostince pronajímalo až do roku 1990 Spotřební družstvo Jednota. Rodina Holubova získala hostinec zpět v rámci restitucí.